# CC Ortigia Siracusa
El Circolo Canottieri Ortigia 1928 es un equipo de balonmano de la localidad italiana de Siracusa. Actualmente milita en la Serie A italiana. Esta sección del equipo estuvo activo desde 1978 hasta 2002.

## Palmarés
- Serie A italiana: 3
  - Temporadas: 1987, 1988, 1989

- Copa de Italia: 2
  - Temporadas: 1996, 1997